# Иван Чучулаин
Иван (Йонко) Димитров Чучулаин или Чучулайн е български революционер и краевед.

## Биография
Роден е на 20 юни 1862 година в Банско, тогава в Османската империя, в патриотичен род, в семейството на обущаря Димитър Кръскюв Чучулаин. Включва се в националноосвободителните борби на българите в родния му край. Участва в Кресненско-Разложкото въстание в 1878 - 1879 година. Събира важни сведения за заселването на Банско и други исторически сведения още от ранна възраст. Автор е на ценни краеведски изследвания върху Банско, написани в 1920 година, като сведенията покриват периода преди 1901 година. Дълги години е емигрант в Румъния. Иван Чучулаин е автор и на един от късните преписи на Паисиевата „История“, като преписва от печатното издание на книгата „Царственик“. Историческите му изследвания са използвани от краеведи и журналисти в периода 1920 - 1950 година, но без да се цитира източникът. Издадено е фототипно издание на изследванията му посмъртно в 2016 година.
Негов син е българският богослов и историк Александър Чучулаин.